# Far de Favàritx
El far de Favàritx està situat a l'illa de Menorca, al cap de Favàritx, al Parc Natural de s'Albufera des Grau.

## Dades tècniques
- Abast nominal 16 milles nàutiques.
- Altura sobre nivell del mar 47 metres.
- Aparença lluminosa Grup de 2 +1 llampades cada 15 segons.
- Aparença diürna Torre blanca amb banda helicoidal negra, 28 metres.

## Història
La construcció d'aquest far està motivada en gran manera pels naufragis ocorreguts després de la inauguració del far de Cavalleria, com les dels vapors "Ville de Rome", l'any 1898, l'"Isaac Pereyre" el 1906, el qual prestava el servei de correus entre Marsella i Algèria, o el "General Chanzy" el 1910. Es va començar a construir el juliol de 1917 però diversos problemes com la manca de fons i reclamacions de l'antic propietari del terreny varen aturar les obres fins que l'any 1922 es va poder acabar, essent inaugurat el 22 de setembre d'aquell mateix any.
La torre amb una alçària de 33 metres, va ser la primera d'un far construïda completament amb formigó a les Illes Balears.
Per fer-lo s'aprofità la roca de la zona, per això avui dia encara podem veure a pocs metres la pedrera que s'obrí per tal d'edificar-lo.